# تن‌تن
تن‌تن (فرانسوی: Tintin‎) شخصیت خیالی در مجموعه داستان‌های کامیک ماجراهای تن‌تن است که توسط کارتونیست بلژیکی هرژه (به فرانسوی:Hergé) نوشته شده‌است.

## شخصیت

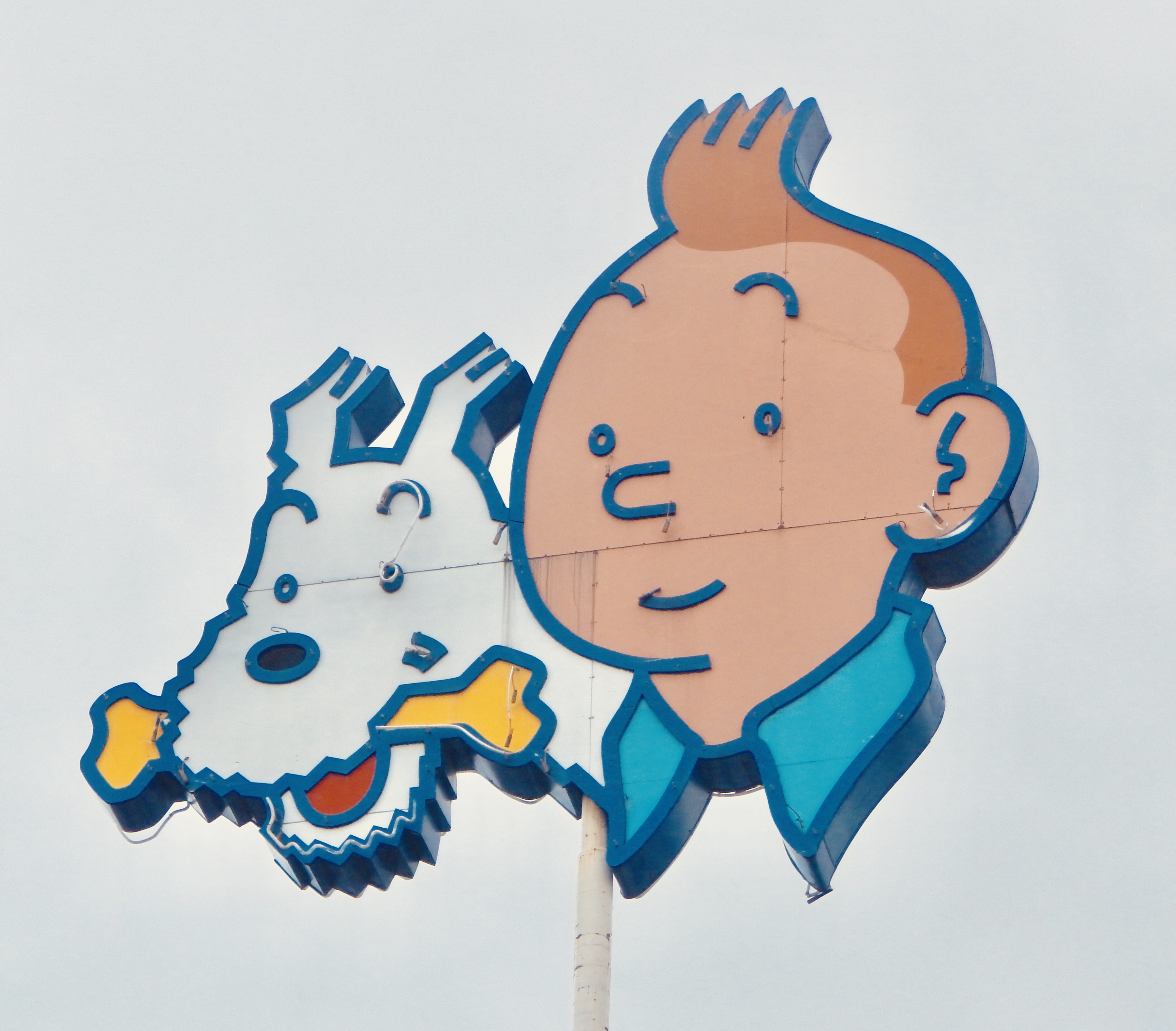
تن‌تن

تن‌تن نخستین حضور خود را در تن‌تن در شوروی (۱۹۲۹–۱۹۳۰) به عنوان روزنامه‌نگاری در حال گزارش از بلشویک‌های روسیه شوروی با سگ وفادار خود میلو انجام داد و به زودی به یک گزارشگر تحقیقاتی تبدیل شد که کنجکاوی او را به سمت محافل خطرناک قاچاقچیان مواد مخدر و مزدوران می‌کشاند.
او خبرنگارِ زیرک بلژیکی است، که در یک سری از ماجراهای جذاب و خطرناک قرار می‌گیرد. وی قهرمان اصلی مجموعه داستان‌های تن‌تن است و از این روی اغلب موضوعی اتفاقی که اکثراً مربوط به کار خبرنگاری وی می‌شود وی را در سیر اتفاقاتی عجیب، توطئه‌های پی در پی و اکتشافات بزرگی قرار می‌دهند.
تن‌تن دارای شخصیتی پاک و خوش طینت و شجاع است و از این روی از دیگر شخصیتهای سری کتابهای تن‌تن شخصیتی ساده‌تر و جسورتر دارد.
همچنین سگ او، میلو (برفی) جذابیت خاصی به داستان می‌دهد. میلو، سگ باهوش تن‌تن، در ماجراجویی‌ها به تن‌تن کمک می‌کند.

## تاریخچه
هرژه در اوایل برای ساختن شخصیت اولیه تن‌تن از شخصیت و رفتارهای برادر کوچکش به نام پل رمی که افسر ارتش بلژیک بود استفاده و الگوبرداری فراوان کرد اما بعدها این رویه تغییر کرد و رابطه دو برادر شکرآب شد و هرژه به حدی از برادرش پل نفرت پیدا کرد که در کتاب ماجرای تورنسل شخصیت منفور سرهنگ اسپونز را از وی آفرید. با این همه هم تن‌تن و هم سرهنگ اسپونز با تمام تفاوتهای فیزیکی و اخلاقیشان دارای مدل موی همانندی بودند که یادآور خاطره پل برای هرژه بود.
با مرگ هرژه در سال ۱۹۸۳ میلادی، آخرین ماجرای تن‌تن به نام تن‌تن و هنر الفبا که به صورت نیمه‌کاره و در حد اتودهای سیاه و سفید ابتدایی کشیده شده بود، با همان وضع ابتدایی به زبان فرانسه و بعدها به صورت تکمیل شده توسط همکاران هرژه در سال ۱۹۸۶ چاپ و منتشر شد. ترجمهٔ انگلیسی این کتاب در سال ۱۹۹۰ به بازار کتاب عرضه شد.
نخستین کتاب‌های تن‌تن به این دلیل که با رگه‌های نژادپرستی و باشکوه نشان دادن استعمار اروپاییان همراه بود مورد انتقاد قرار گرفت. هرژه بعد از چندی این انتقادات را پذیرفت و از دههٔ ۱۹۳۰ به بعد کتاب‌های تن‌تن لحن متفاوتی پیدا کرد و حامل پیام‌های بشردوستانه شد. در سال ۱۹۴۶ هرژه با کمک یکی از دوستانش مجله تن‌تن را به راه انداخت که بلافاصله با استقبال شدید مردم روبه‌رو شد.

## تبعیض نژادی، استعمار

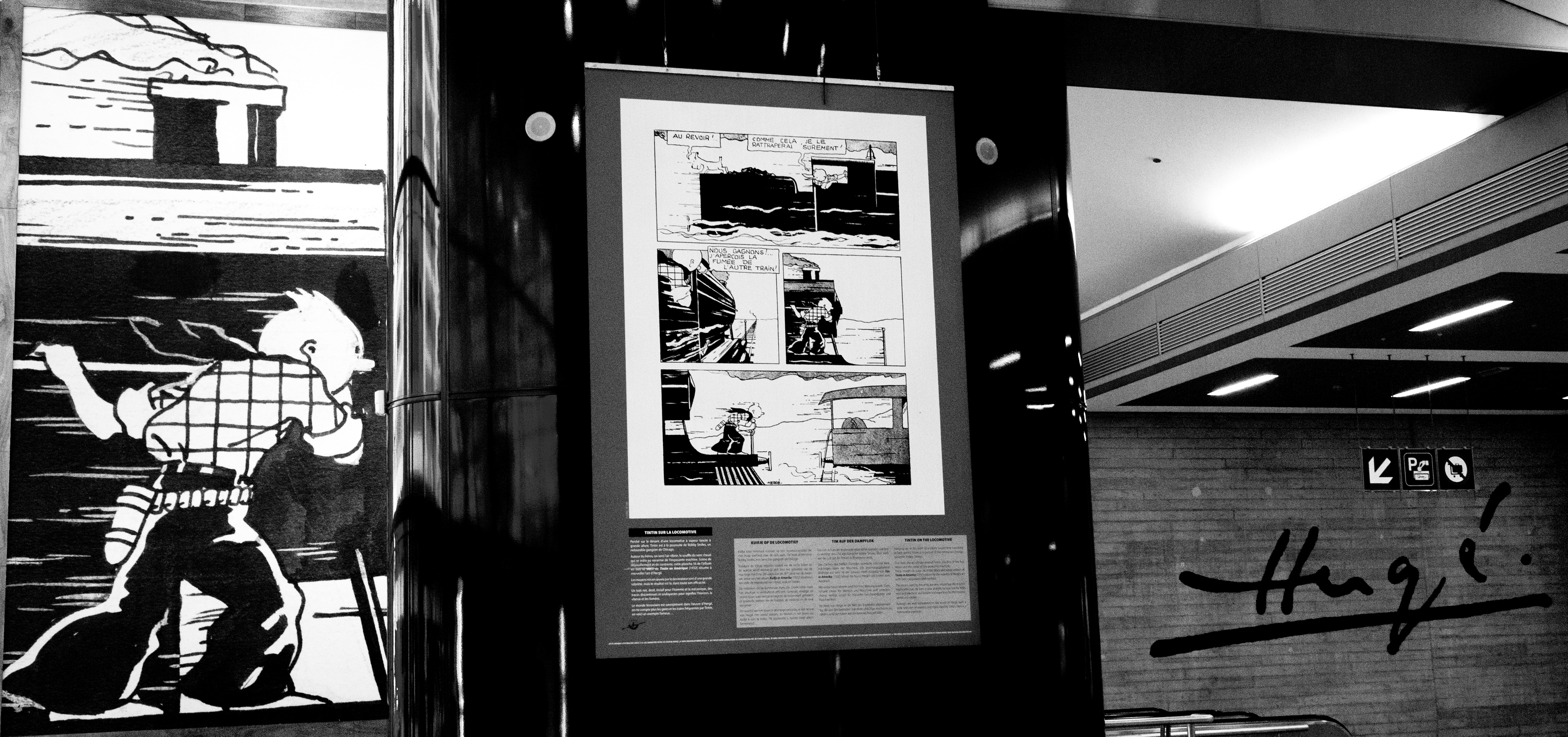
تن تن

در سالهای اولیه انتشار مجموعه کتاب‌های تن‌تن، مضامین نژادپرستانه یا مضامینی که در آنها از استعمار اروپائیان ستایش می‌شد، مورد انتقاد سازمانهای حقوق بشر و ضداستعماری قرار گرفت و سرانجام هرژه این انتقادات را پذیرفت و از دهه ۱۹۳۰ به بعد داستان‌های کتاب‌های تن‌تن لحن متفاوتی پیدا کرد و حامل پیام‌های بشردوستانه شد. نخستین کتابی که چهره‌ای جدی و سیاسی از تن‌تن ارائه داد کتاب نیلوفر آبی بود که در سال ۱۹۳۶ به چاپ رسید. در این کتاب که برخی آن را یکی از بهترین کارهای هرژه می‌دانند، هرژه مطالعات تاریخی وسیعی در مورد تاریخ جنگ چین و ژاپن انجام داد و از کمک‌های دوست خود ژانگ جونگرن که یک دانشجوی چینی در بلژیک بود بهرهٔ زیادی برد. وی برای قدردانی از کمک‌های دوستش شخصیت چونگ چن چنگ را در کتاب نیلوفر آبی بر مبنای او آفرید.
در این کتاب هرژه از ژاپن و تلاش استعمار غرب و شرق برای به بردگی کشیدن توده‌های مردم مخصوصاً در کشور چین انتقاد شدید کرد. اما همین انتقادهای تند که در این کتاب از ژاپنی‌ها به عمل آمد باعث نوعی کلیشه شد که ژاپنی‌ها افرادی گناهکار و بی‌رحم هستند.
بعدها هرژه تغییراتی در چاپ‌های بعدی از کتاب‌های اولیه‌اش که مضامینی نژادپرستانه داشتند ایجاد کرد. برخی از این تغییرات به تقاضای ناشران کتاب‌ها صورت گرفت که برای نمونه می‌توان از تغییر رنگ پوست سیاه‌پوستان بزهکار به سفید در نقاشی‌های کتاب تن‌تن در آمریکا نام برد که به تقاضای ناشر آن در آمریکا صورت گرفت یا در کتاب ستارهٔ اسرارآمیز به یک آمریکایی بزهکار و بدذات به نام آقای بلومن اشتاین اشاره شد که یک نام فامیل کاملاً یهودی است. در چاپ‌های بعدی کتاب ستاره اسرار آمیز، هرژه نام وی را به آقای بوهل وینکل که نامی ساختگی است تغییر داد.

## داستان
جلد اول: تن‌تن و شوراها یا فرار از شوروی در سال ۱۹۴۵ به چاپ رسید و کتاب تن تن در شوروی تنها کتاب تن تن است که چاپ رنگی نشده است. داستان در مورد تن‌تن خبرنگار جوان است که از طرف مجلهٔ قرن بیستم به شوروی فرستاده می‌شود تا اطلاعاتی را در مورد کمونیست‌های شوروی بدست آورد و در این راه با خطرات زیادی روبرو می‌شود.
جلد دوم: تن‌تن برای ساخت مستند حیات وحش به کشور کنگو سفر می‌کند و با قاچاق الماس در آفریقا مبارزه می‌کند.

## فیلم و سریال
- در سال ۱۹۶۱ نخستین فیلم ماجراهای تن‌تن تحت عنوان راز پشم طلایی ساخته شد.
- در سال ۱۹۶۴ دومین قسمت این فیلم به نام پرتغال های آبی ساخته شد که نقد های منفی نصیبش شد.
- در همان سال، یک انیمیشن سینمایی بر اساس کتاب ماجرای تورنسل به همین نام، ساخته شد.
- در سال ۱۹۶۹ انیمیشن سینمایی تن‌تن و معبد خورشید ساخته شد که برپایه داستان معبد خورشید بود.
- در سال ۱۹۷۱ انیمیشن سریالی دیگری، به نام تن‌تن و دریاچه کوسه‌ها ساخته شد.
- در سال ۱۹۹۱ انیمیشن سریالی ماجراهای تن‌تن ساخته شد که بر اساس داستان های این شخصیت بود.
- در سال ۲۰۰۳ ، مستندی برپایه شکل گیری شخصیت تن‌تن با عنوان من و تن‌تن منتشر شد.
- در سال ۲۰۱۲ انیمیشن ماجراهای تن‌تن به کارگردانی استیون اسپیلبرگ برنده جایزه بهترین انیمیشن سال ۲۰۱۲ از مراسم گلدن گلوب شد.
- قسمت دوم این انیمیشن قرار است با محوریت داستان معبد خورشید به کارگردانی پیتر جکسون ساخته شود.
- یک فیلم کوتاه در قالب دو قسمت به عنوان ماجراهای تن‌تن: روی ماه قدم گذاشتیم ساخته و منتشر شد که بر اساس داستان روی ماه قدم گذاشتیم می‌باشد.[۲]

## بازی‌های ویدئویی
- تن‌تن روی ماه. سال ۱۹۸۹ پلتفرم‌ها: اسپکتروم، داس، آمستراد سی‌پی‌سی
- تن‌تن در تبت (بازی ویدئویی). سال ۱۹۹۱ پلتفرم‌ها: سوپر نینتندو، سگا، گیم بوی
- زندانیان معبد خورشید (بازی ویدئویی). سال ۱۹۹۷ پلتفرم‌ها: سوپر نینتندو، سگا
- تن‌تن: ماجرای سرنوشت. سال ۲۰۰۱ پلتفرم‌ها: پلی استیشن، مایکروسافت ویندوز
- تن‌تن: راز کشتی تک‌شاخ (بازی ویدئویی). سال ۲۰۱۲ پلتفرم‌ها: اندروید، ایکس باکس ۳۶۰، پلی استیشن۳، مایکروسافت ویندو